# Hie-nagyszentély

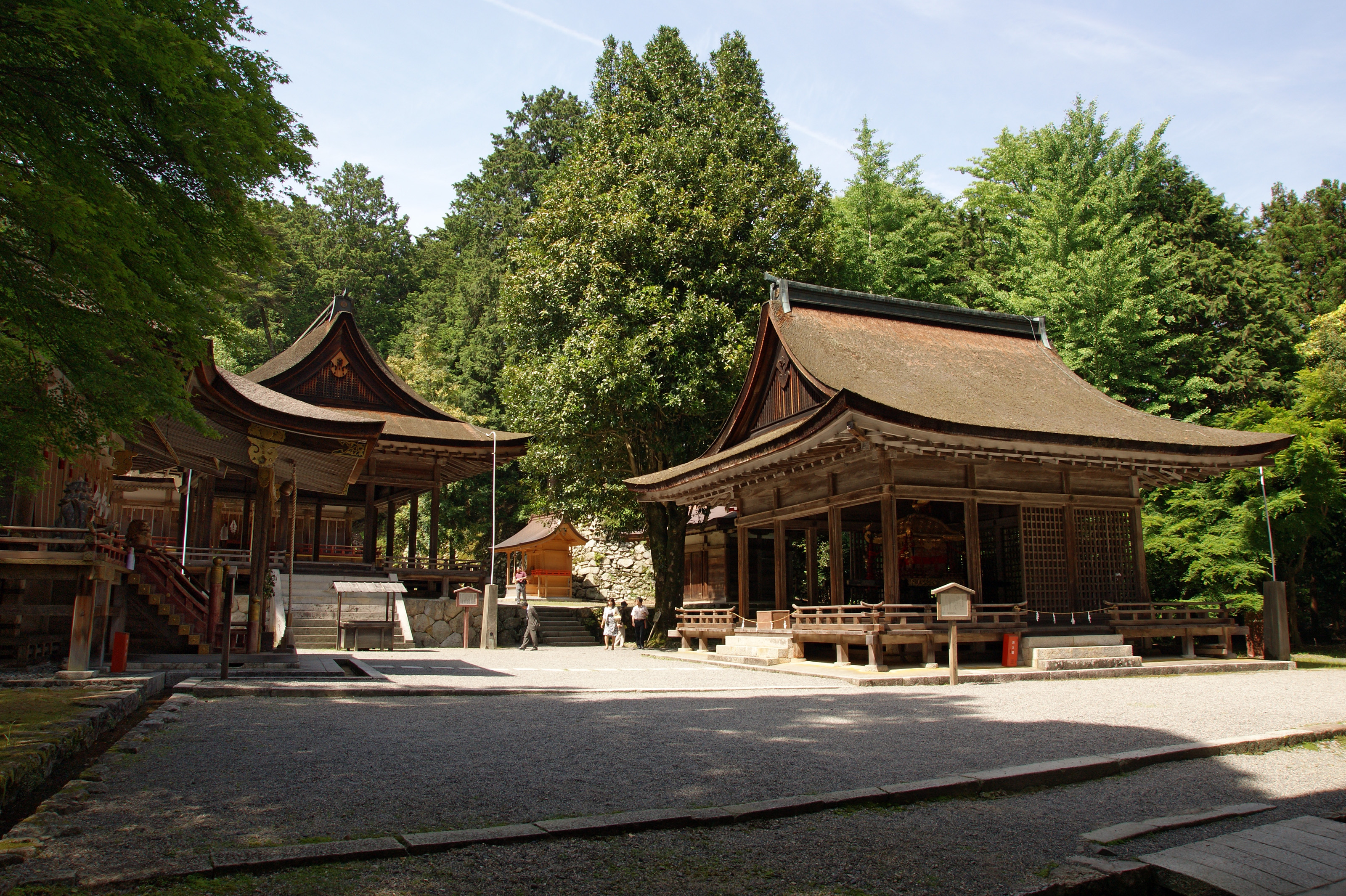
A keleti szentély

A Hie-nagyszentély (japánul: 日吉大社, Hie taisa, Hepburn-átírással: Hie taisha), más olvasatban Hijosi-nagyszentély (Hijosi taisa, Hepburn-átírással: Hiyoshi taisha) ősi sintó szentély a japán buddhizmus egyik eredeti központjában, a Hiei-hegyen (a hegy kamijának, Ójamakuinak lakhelye), melyet a szintén itt található buddhista Enrjakudzsi templom „pártfogójának” tekintettek ennek 8. századi megépítése óta. Két részből, a nyugati és keleti szentélyből áll, melyek védett nemzeti kincsek, s Japán-szerte 3800-nál is több fiókintézménye van, például a tokiói Hie-szentély. Ünnepét április 12. és 15. között tartják.